# Zamek w Tokach
Zamek w Tokach – dawna kresowa warownia I Rzeczypospolitej, obecnie położona na terytorium Ukrainy.

## Położenie

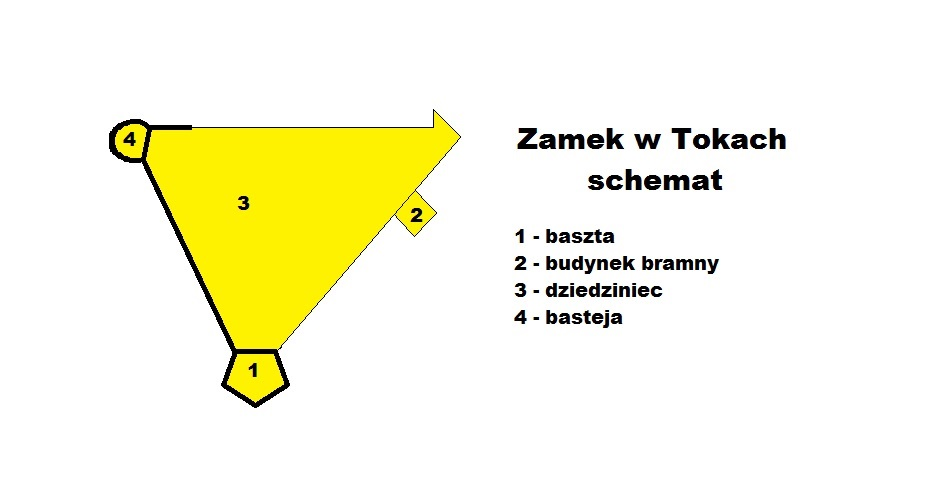
Schemat zamku w Tokach

Ruiny zamku znajdują się w miejscowości Toki w rejonie podwołoczyskim obwodu tarnopolskiego, ok. 35 km na wschód od Zbaraża. Zamek zlokalizowany był na pagórku, zajmującym cypel wydłużonej wysepki otoczonej starorzeczami i rozlewiskami Zbrucza. Zbudowano go z kamiennych (głównie piaskowcowych) bloków na planie trójkąta. Posiadał dwie wieloboczne baszty z częścią mieszkalną i umocnioną basteję z dwiema liniami stanowisk ogniowych. Położenie na wysepce zabezpieczało zamek przed atakiem. Dojście możliwe było wyłącznie po usypanej grobli strzeżonej przez górującą nad nią wieżę bramną. Do wnętrza warowni prowadził most zwodzony.

## Historia

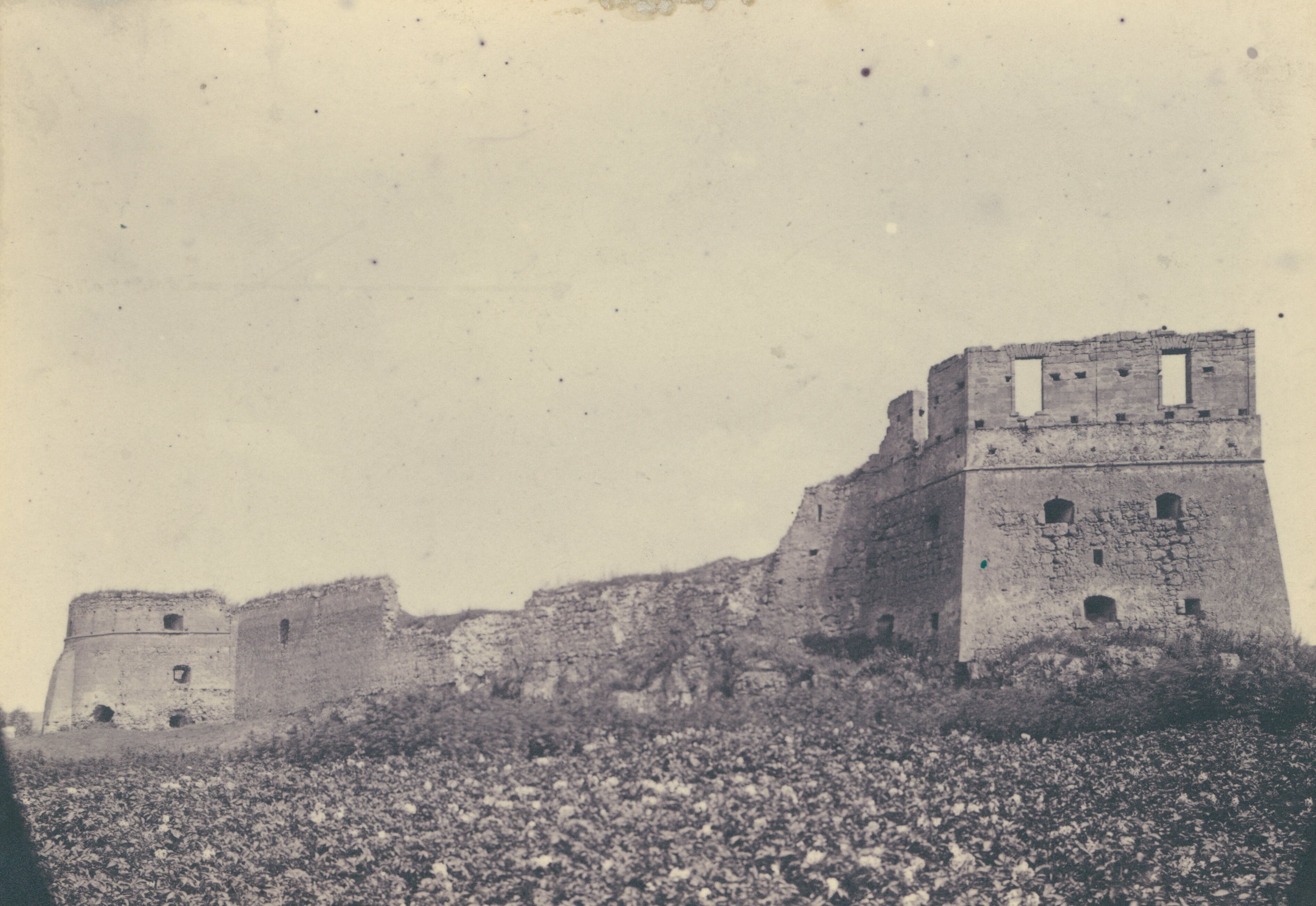
Zamek w Tokach, ok. 1905

Zamek został zbudowany pod koniec XVI wieku przez wojewodę bracławskiego Janusza Zbaraskiego. W tym czasie na wschodnim brzegu Zbrucza rozwijało się miasteczko Ożohowce (ukr. Ожигівці), a Toki i zamek Zbaraskich stanowiły jego zachodnią część. Miejsce to znajdowało się na rozdrożu ważnych szlaków: czarnego i kuczmańskiego. Po Zbaraskich, w 1631 warownię w Tokach przejęli we władanie Wiśniowieccy. W 1648 podczas powstania Chmielnickiego zamek został zdobyty, splądrowany i zniszczony przez Kozaków. To samo spotkało Toki w 1675 podczas najazdu armii tureckiej pod wodzą Ibrahima Szyszmana.
Po wojnach XVII wieku zamek nie został już w całości odbudowany. Po Wiśniowieckich, od 1744 jego właścicielami byli Wielhorscy, Czarneccy, Matkowscy, Małyńscy i Dzieduszyccy. Od pierwszego rozbioru Polski w 1772 do odzyskania przez Polskę niepodległości (z wyłączeniem lat 1809-1815) Zbrucz stanowił granicę austriacko-rosyjską. Zamek w Tokach znalazł się w Galicji, natomiast część dawnych Ożohowców po stronie rosyjskiej. Od podpisania traktatu ryskiego w 1921 do agresji sowieckiej na Polskę 17 września 1939 była to granica polsko-sowiecka. Zamek i wioska Toki pozostawały po stronie polskiej, zaś pola uprawne i Ożohowce po sowieckiej. Granica była zamknięta i miejscowa ludność nie miała prawa przekraczać rzeki.